# 伊恩·哈里森
伊恩·哈里森（英語：Ian Harrison，1937年3月21日—2016年8月26日），生于普尔，英国男子帆船运动员。他曾代表英国参加1996年夏季残疾人奥林匹克运动会帆船比赛，获得一枚金牌。